# 永興航空公司Do-228飛機事故
永興航空公司Do-228型飛機空難，臺灣一架永興航空的多尼爾228機型，在1993年2月28日於蘭嶼外海發生的一次空難。

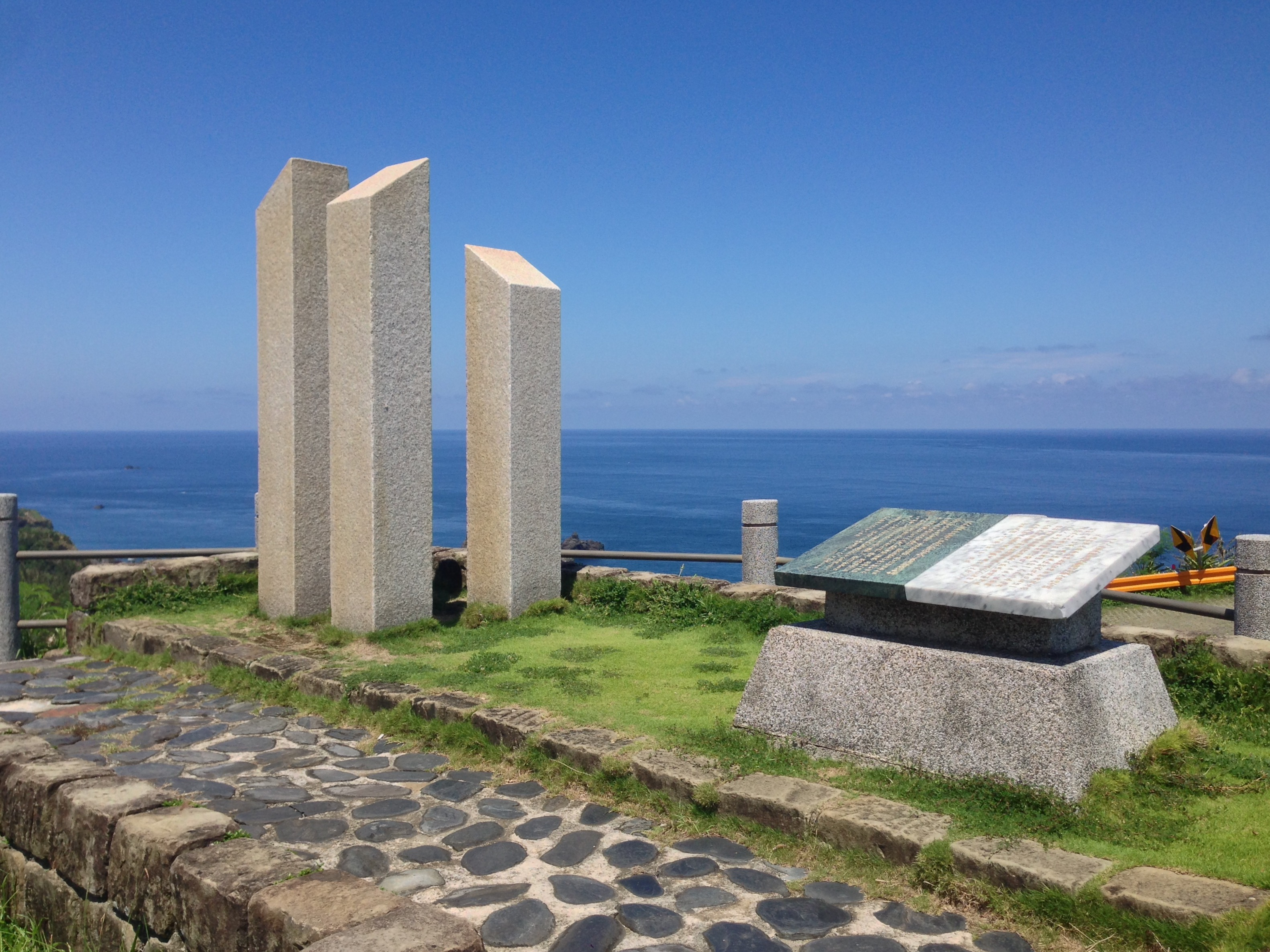
1993年永興航空客機失事因公殉職人員紀念碑

## 事故

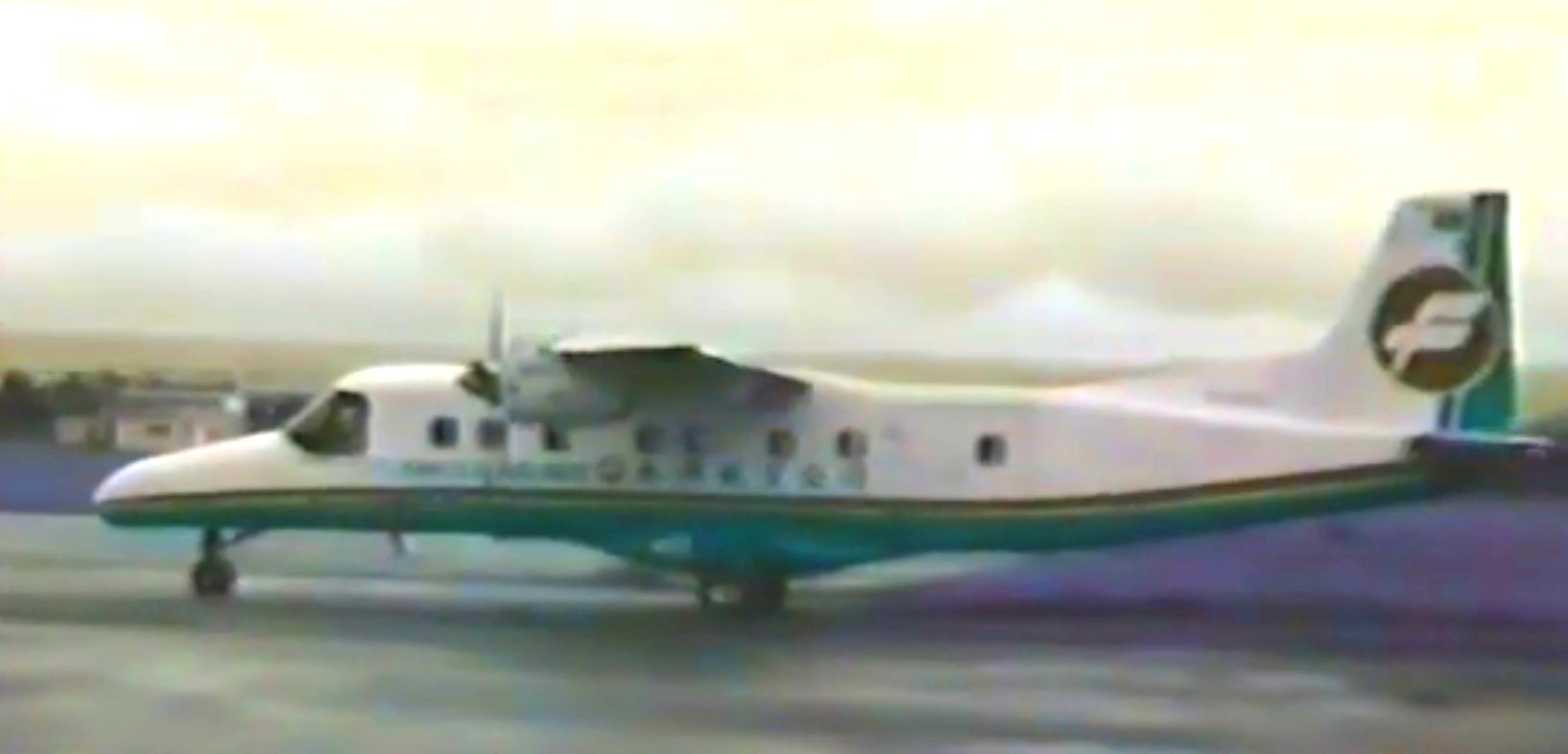
失事客機

1993年（民國82年）2月28日，永興航空自臺北松山機場飛往蘭嶼的一架多尼爾228-201型客機（註冊編號B-12238），在暴雨中降落蘭嶼機場發生意外，墜毀在綠島蘭嶼海上，機上4名乘客和2名機組人員全部遇難。四位乘客分別為臺灣籍交通部科長李振雲與專員黃慧茹，當時陪同財團法人日本交通公社主任研究員池邊巧一
及研究員青谷尚一郎，日本方兩位受觀光局委託，到臺灣蘭嶼從事觀光設施研究，並計畫也到南臺灣出訪。